# Bakonyszücs
Bakonyszücs là một thị trấn thuộc hạt Veszprém, Hungary. Thị trấn này có diện tích 35,21 km², dân số năm 2010 là 333 người, mật độ 9 người/km².